# Білборд

Білборд у Прилуках

Білборд, рекламний щит (англ. billboard) — вид зовнішньої реклами у вигляді щита, що встановлюється зазвичай уздовж вулиць, трас; дошка оголошень.
Білборди виготовляють у вигляді закріплених на опорі рам, оббитих листами оцинкованої сталі або фанери, які покривають атмосферостійкими речовинами. З'явився цей термін у США, коли ряд компаній почали вивішувати свої рекламні плакати «біллі» (звідси і назва «білборд») на дерев'яних конструкціях.
Також можливе використання іншої назви — «бігборд». Дану назву почали використовувати як ім'я загальне та утворене від назви компанії BigBoardGroup.

## Класифікація
Щити можна класифікувати за різними ознаками: кількість сторін із корисною інформацією (одно-, дво-, трибічні, рідше чотирибічні), взаємне розміщення цих сторін (плоскі, V-подібні, трикутні), розмір рекламного поля (зазвичай 6 × 3 метри; у США використовуються великі формати — до 18,1 × 6,1 м), за конструкцією (розбірні, так звані трансформери, і нерозбірні).
Найчастіше щит має дві сторони:
і
- А — повернена до нас (у випадку, якщо рекламний щит праворуч);
- Б — звернена до нас (у випадку, якщо щит ліворуч або посередині дороги).

Як правило, розміщення на стороні «А» коштує рекламодавцеві дорожче.

## Сучасність та нові тенденції
30 серпня 2017 року У США, на Таймс-Сквер у місті Нью-Йорк, з'явився перший у світі тривимірний рекламний щит